# Ubichia
Ubichia är ett släkte av skalbaggar. Ubichia ingår i familjen vivlar.
Kladogram enligt Catalogue of Life:
| Ubichia | \| \| Ubichia ganglbaueri \| \| \| \| \| \| Ubichia holdhausi \| \| \| \| \| \| Ubichia leonhardi \| \| \| \| |
|         | \| \| Ubichia ganglbaueri \| \| \| \| \| \| Ubichia holdhausi \| \| \| \| \| \| Ubichia leonhardi \| \| \| \| |
|         | Ubichia ganglbaueri                                                                                           |
|         | |
|         | Ubichia holdhausi                                                                                             |
|         | |
|         | Ubichia leonhardi                                                                                             |
|         | |